# アルバート・デル・ロサリオ
アルバート・デル・ロサリオ（英語: Albert del Rosario、1939年11月14日 - 2023年4月18日）は、フィリピンの政治家。2011年2月から2016年3月まで同国の外務大臣を務めた。

## 経歴
1939年11月14日にマニラに誕生した。ニューヨークにあるザビエル高校を卒業した後はニューヨーク大学にて、経済学の学位を取得した。2006年2月にロサリオはザビエル高校の殿堂入りを果たした。
2001年10月から2006年7月までフィリピン駐アメリカ合衆国大使を務め、2011年2月から2016年3月まで外務大臣を務めた。
2014年9月にタンギング・ダンガル賞を受賞し、2015年9月にマウント・セント・ビンセント大学から名誉法学博士号を授与された。
2022年11月3日、日本国の秋の叙勲において、旭日大綬章を受章した。
2023年4月18日死去。83歳没。